# Кауха
Кауха (Ходу; чечен. Ковхи) — река в Ботлихском районе Дагестана.
Впадает в озеро Кезенойам с восточной стороны, причем затопленная после естественного обвала долина реки образует один из двух заливов озера, в то время как второй залив образован затопленной долиной речки Харсум. Протекает у подножья горы Цацакой.
С чеченского переводится как «Речка у ворот».